# Dum Dum Dugan
Timothy Aloysius Cadwallader "Dum Dum" Dugan es un personaje ficticio que aparece en los cómics estadounidenses publicados por Marvel Comics. Es un oficial de S.H.I.E.L.D. y es uno de los miembros más experimentados del equipo de Nick Fury, conocido por su puntería con rifles y su físico impresionante. Es reconocido por su bombín característico.
Neal McDonough apareció como el personaje en la película de Marvel Studios, Capitán América: el primer vengador de 2011, el cortometraje Marvel Studios, Agent Carter de 2013 y también en 2015 en el quinto episodio de Marvel's Agent Carter.

## Historia de publicación
Dum Dum Dugan apareció por primera vez en Sgt. Fury and his Howling Commandos #1 (mayo de 1963), y fue creado por Stan Lee y Jack Kirby.
Dum Dum Dugan recibió una entrada en Official Handbook of the Marvel Universe Update '89 #2.

## Biografía ficticia
Dum Dum Dugan fue retratado originalmente como ciudadano británico en Sgt Fury # 1, pero luego se reconcilió para nacer en Boston, Massachusetts. Durante la Segunda Guerra Mundial, mientras trabajaba como un hombre fuerte del circo, Dugan ayuda a Nick Fury y Sam "Happy" Sawyer a escapar de los nazis durante una misión, relatada en el número 34. Dugan se une al ejército británico, y cuando Sawyer es acusado de crear el "Escuadrón Primer Ataque" de Fury, formalmente listado como "Able Company" y apodado los Comandos Aulladores, Sawyer invita a Dugan a transferirse al ejército de los EE. UU. y convertirse en el segundo al mando de Fury. La fuerza excepcional de Dugan salva el día en varias de sus aventuras en los cómics Sgt. Fury. Dugan es un hombre alistado con el rango de cabo, y usa los galones de su rango en la parte superior de su bombín durante toda la Segunda Guerra Mundial.
Dugan deja el ejército de los EE. UU. antes de la guerra de Corea, pero se reincorpora durante la guerra como segundo teniente bajo el ascenso del primer teniente Fury, una vez más como su segundo al mando de los reformados comandos aulladores. Fury ya había recibido una promoción en el campo de batalla a Second Lt. anteriormente. Dugan permanece con Fury cuando Fury continúa su carrera militar en la guerra de Vietnam, como se muestra en Sgt. Fury y sus Comandos Aulladores Annual # 3 y 4, y más tarde en el trabajo de espionaje. El rango exacto de Dugan no se indica, pero se le llama "Capitán" en un punto. Permanece con Fury cuando Fury entra en la CIA y luego en el S.H.I.E.L.D. original.
Diferentes relatos afirman que Dugan y otros miembros de los Comandos Aulladores de Fury reciben la Fórmula Infinity para explicar cómo todos permanecen jóvenes y activos a pesar de estar en sus 60 y 70 años en la era moderna. Otras historias contradicen este mantenimiento artificial de la juventud por Dugan como simplemente teñirse el cabello y sufrir un ataque al corazón.
Más adelante en la vida, es puesto a cargo de la seguridad interna en el Helicarrier de S.H.I.E.L.D.
Dum Dum Dugan es ubicado en una unidad de S.H.I.E.L.D. llamada El Escuadrón Godzilla, cargando con la tarea de rastrear y detener el radioactivo kaiju. Durante los veinticuatro números, Dugan va desde odiar las tendencias destructivas de la criatura a la aceptación de la existencia de la bestia después de que Godzilla lo salva en varias ocasiones. Dugan vuelve a llamar una larga lista de sus más grandes pesadillas, una de ellas incluye a Godzilla.
Después de sufrir su ataque cardíaco, Dugan es promovido formalmente al segundo puesto permanente de Fury de S.H.I.E.L.D. como "Director Adjunto", aunque ha actuado como tal antes de su nombramiento formal.

### Luchas de poder
En Marvel Graphic Novel #18: She-Hulk, Dum Dum Dugan dirigió S.H.I.E.L.D. durante una de las ausencias de Nick Fury. Su autoridad es usurpada por el asqueroso agente obsesionado por el sexo Roger Dooley. She-Hulk y su novio Wyatt Wingfoot son capturados ilegalmente. Dugan protesta por la fuerza de Dooley búsqueda de la tira de She-Hulk en público, pero se anuló. Su autoridad se recupera cuando Dooley es asesinado en acción. 

### Nick Fury vs. S.H.I.E.L.D. (1988)
Durante la serie de seis ediciones Nick Fury vs. S.H.I.E.L.D., Dum Dum Dugan y, más tarde, la totalidad de S.H.I.E.L.D., tratan con otro motín desde adentro. Se demostró que Dugan fue asesinado a tiros mientras sacaba la basura. En esta serie, se reveló que Hydra era una organización hermana de S.H.I.E.L.D., con ambas controladas directamente por el misterioso consejo, que había reemplazado a muchos de los altos mandos de la organización, incluido el director Adjunto Dugan, con duplicados del Androide Life Model Decoy en para acelerar la supervivencia del proceso de selección más apto que el consejo había estado forzando entre las dos organizaciones a lo largo de las décadas. Se demostró que todos los oficiales que se creía que habían sido asesinados habían sido reemplazados con reemplazos del Androide Life Model Decoy y fueron encontrados vivos. Dugan se retira, junto con muchos de los oficiales más antiguos, al final de esta serie. El retiro de Dugan no dura mucho tiempo, como se reincorpora a Fury cuando se crea la siguiente versión de S.H.I.E.L.D. (ahora conocido como Sistema Homologado de Inteligencia, Espionaje, Logística, y Defensa).
Dugan llama a la Chica Ardilla para ayudarlo a derrotar varios supervillanos.
Con la ausencia de Nick Fury en los cuarteles generales de S.H.I.E.L.D., Dugan es el segundo al mando de Maria Hill. Dugan es puesto a cargo de los asuntos de los mutantes, y acuerda con Wolverine. Dugan aparentemente sabe un terrible secreto del pasado de Logan.

### Civil War
En el crossover de Civil War, Dum Dum Dugan y varios otros agentes de S.H.I.E.L.D. son enviados a capturar a su amigo fugitivo, el Capitán América. Todo el grupo está derrotado. Expresa su pesar a la compañera agente Sharon Carter por tratar de capturar a su amigo. También declara su preocupación por perder la fe en S.H.I.E.L.D. debido a la guerra y la forma en que la organización está dirigida por la directora Maria Hill.
Luego de los eventos de Civil War y mientras Tony Stark se encarga de dirigir S.H.I.E.L.D., Dugan entrega su carta de renuncia, declarando que no aprueba los cambios de Stark, y cómo maneja la organización. La renuncia de Dugan no es aceptada, por ser vital a S.H.I.E.L.D. A pesar de la desaprobación de Dugan del liderazgo de Stark, Stark sogue confiando en Dugan y Dugan solo con el mando de un arma que podría enviar un abandonado Manhattan a la Zona Negativa, destruyendo la isla y cualquiera en ella durante World War Hulk, citando que Hulk y Warbound son demasiado peligrosos que una amenaza global para dejar a Manhattan libre. Stark confía que Dugan conocerá el tiempo adecuado para ejecutar el plan, en todo caso. Dugan nunca usó el arma.
Más tarde, Dugan demostró su valía y lealtad a S.H.I.E.L.D. durante una confrontación con Maria Hill, donde la obligó a confrontar el hecho de que aparentemente estaba dispuesta a tomar medidas que permitirían la muerte de personas inocentes mientras se apegaba al 'libro' porque la alternativa era desobedecer las órdenes, informándole que algunas situaciones no estaban en "el libro". Inspirada por las palabras de Dugan, Hill terminó arriesgando su carrera al encerrar a las Naciones Unidas bajo la ley marcial de S.H.I.E.L.D. para que Stark pudiera escapar de un tribunal y localizar al Mandarín, con Dugan proporcionándole a Stark una versión de la armadura Centurión de plata después de que sus habilidades de Extremis fueran desactivadas.
Dum-Dum Dugan es apuñalado en el pecho por el hijo de Wolverine, Daken.

### Invasión Secreta
Se revela después que, después de la muerte del Capitán América, Dugan fue emboscado y apuñalado por un Skrull haciéndose pasar por la Condesa Valentina Allegra de Fontaine, quien tomó su lugar. El impostor Dugan destruye la Cumbre, la base orbital de S.W.O.R.D., en un ataque suicida que permite a la armada Skrull invada la Tierra. Luego de la invasión, Iron Man descubre que los Skrull secuestran víctimas vivas, incluido Dum Dum. Dugan es encontrado en un grupo de soporte encontrando a los otros que fueron reemplazados por los Skrulls. Dugan quería irse pero se vio obligado a quedarse.

### Guerreros Secretos
Luego de un enfrentamiento entre los Guerreros Secretos de Nick Fury, y El Gorgon, Fury llama al Comando Aullador de Dugan, para ayudar en el personal para las misiones de Fury, necesitando "un par de sucios bastardos con el mal hábito de disparar primero y preguntar después." Dugan se entera de que la nueva organización S.H.I.E.L.D. ha sido controlada por sus antiguos enemigos HYDRA desde el principio, lo mismo que las encarnaciones más antiguas de S.H.I.E.L.D. Dugan aparece más tarde en los esfuerzos de Fury para derribar a HYDRA y a otra organización secreta, el ruso LEVIATHAN. Dugan y Jasper Sitwell pronto se convirtieron en todo lo que queda del PMC de los Comandos Aulladores después de las batallas con HYDRA y LEVIATHAN y son arrestados por la ONU. Al final de Secret Warriors, Dugan y Sitwell fueron liberados.
Dugan es reclutado como parte de un esfuerzo de varios versos para detener a un ejército de zombis nazis sobrenatural. Asistido por Howard el pato, lleva a un equipo de guerreros a la realidad afectada y logra neutralizar la amenaza en la fuente.
Un grupo de HYDRA intenta devastar la civilización a través de tropas de choque superpoderosas y medios que inflaman las creencias personales de las personas en irracionalidad. Dugan lidera el esfuerzo para destruir a este grupo, a menudo con altos explosivos. Trabaja en estrecha colaboración con Sharon Carter y Falcon. Dugan está gravemente herido en la parte superior del brazo, pero se recupera.

### Pecado original
Durante la historia del pecado original, se revela que Dum Dum Dugan fue asesinado en 1966 mientras estaba en una misión de Black Ops, y Nick Fury, la única otra persona que sabía sobre la misión y la muerte de Dugan, tenía su cuerpo preservado y la mente de Dugan atada a un dispositivo de transmisión que proyectó su conciencia en un LMD avanzado; Fury afirmó que esto se hizo porque no quería perder a su mejor amigo y sintió que necesitaba que Dugan le sirviera de conciencia. Cuando Dugan se entera, acusa a Fury de hacer esto para poder sentirse culpable por las cosas, razonando que Fury podría convencerse de que aún era un héroe si se sentía mal por sus acciones como el hombre en la pared. Diciéndole a Fury que no lo traiga de nuevo si alguna vez fueron amigos, Dugan pensó que no era más que un fraude mecánico y Fury no dijo nada para dejar que Dugan pensara lo contrario, luego se disparó en la cabeza.

### Participación con S.T.A.K.E.
Meses después, Maria Hill consideró que era necesario traer de vuelta el LMD de Dugan y eliminó los bloques que impidieron su resurrección para que pudiera regresar al Área 13 y ayudar a S.T.A.K.E. (abreviatura de la Evaluación especial de amenazas para anormalidades conocidas).
Dum Dum Dugan es nombrado más tarde para liderar la última encarnación de los Comandos Aulladores.
Durante el argumento de Avengers: Standoff!, Dum Dum Dugan descubrió que el Dr. Paul Kraye hizo que Maria Hill encarcelara a Orrgo en Pleasant Hill. Al localizar a Pleasant Hill, Dum Dum Dugan dirige a los Comandos Aulladores a Pleasant Hill, donde luchan contra los reclusos. Cuando se enfrentan a Kobik, ella teletransporta a los Comandos Aulladores de vuelta al cuartel general de S.T.A.K.E. Una vez de regreso en S.T.A.K.E. HQ, Dum Dum Dugan se entera de Orrgo que Paul Kraye liberó a todos los internos allí para causar estragos, lo que provocó que los Comandos Aulladores entraran en acción.

### Participación con C.R.A.D.L.E.
Durante la historia "Outlawed", Dum Dum Dugan aparece como miembro de C.R.A.D.L.E. cuando se aprueba una ley que prohíbe a los superhéroes menores de 21 años.Dugan dirigió a algunos agentes de C.R.A.D.L.E. para arrestar a Spider-Man por vigilantismo adolescente. Pero Spider-Man se les escapa, dejando a Dugan avergonzado por haber sido derrotado. C.R.A.D.L.E. utiliza la historia anterior de Spider-Man y se acercó demasiado a él en Brooklyn Visions Academy.

## Otras versiones

### 1602
En Marvel 1602, el comandante de los soldados de Sir Nicholas Fury es llamado Dougan. En 1602: New World, él es el defensor de la Colonia de Roanoke.

### Earth X
Dugan aparece, en el otro lado de la otra vida, en la batalla climática contra las fuerzas de Mephisto en Earth X Volumen 1, número 'X'. Junto con varios superhéroes modernos, Dugan pelea con muchos de sus viejos compañeros de 'Comandos Aullantes'. Él había muerto debido a ser secuestrado por la entidad Hydra.

### The Transformers
Dum Dum Dugan y Nick Fury son mostrados en el número "Prisoner of War!" de Los Transformers como personajes invitados, junto con Peter Parker y Joe Robertson. También hacen referencia al cómic de Godzilla en esta aparición, aunque no por su nombre, debido a que Marvel ya no tenía la licencia en ese momento.

### Ultimate Dum Dum Dugan
Dugan aparece en Ultimate X-Men varias veces, una vez al final de Blockbuster, después, durante New Mutants, y una vez más como un holograma al comienzo del arco de la historia del Norte Magnético. Aquí, Dugan tiene cicatrices y está envejeciendo pero físicamente en forma, y es el director de Operaciones Mutantes de S.H.I.E.L.D. Él tiene una conexión misteriosa con Wolverine, incluso recordando el verdadero nombre de Logan, mientras que Wolverine no podía recordarlo. También es de destacar que esta versión de Dugan nunca se ha visto con el sombrero derby de marca registrada de la versión principal. En "Ultimate Origins" de cinco partes se muestra que estuvo involucrado con Proyecto: Renacimiento, el proyecto que hizo al Capitán América, apareciendo como un hombre ya adulto en 1943, esencialmente reemplazando a Chester Phillips en la continuidad de la corriente principal. Gracias a un mutante fugitivo, Dugan y Nick Fury lideraron un equipo de ataque en las instalaciones de Arma X, pero no antes de matar a Malcolm Colcord sobre los verdaderos orígenes de los mutantes y rescatar a T'Challa Udaku.

## En otros medios

### Televisión
- Dum Dum Dugan tiene un cameo sin habla al final de X-Men episodio "Viejos Soldados".
- Dum Dum Dugan apareció en la serie de los 1990s Iron Man con la voz de W. Morgan Sheppard.[35]
- Dum Dum aparece en The Super Hero Squad Show episodio "La Furia del Cráneo Rojo". Él apareció en un flashback en el que, Gabe Jones, y Izzy Cohen se muestra ensombrecido cuando Nick Fury explica cómo él y el Capitán América detuvieron al Cráneo Rojo.
- Dum Dum Dugan aparece en The Avengers: Earth's Mightiest Heroes episodio "Conoce al Capitán América". Él se muestra junto con los otros Comandos Aulladores.
- Dum Dum Dugan aparece en una serie de televisión ambientada en Marvel Cinematic Universe (MCU), interpretado por Neal McDonough:
  - Dugan aparece en el episodio de la temporada 2 de Agents of S.H.I.E.L.D. titulado "Sombras".[36] Estuvo presente con Peggy Carter y la SSR cuando allanaron una base de HYDRA y arrestaron a Daniel Whitehall y los agentes de HYDRA con él.
  - Dugan aparece en la serie Agent Carter en el episodio 1 de la primera temporada "The Iron Ceiling".[37][38] El y los Comandos Aulladores ayudan a Peggy Carter y Jack Thompson a asaltar una instalación rusa que tenía vínculos con Leviathan. Dugan también se puso al corriente acerca de que Howard Stark fue acusado por Leviathan de vender armas mortales.
  - Dugan aparece la serie animada de Disney+, What If...?, episodio "¿Qué pasaría si... la Capitana Carter hubiera sido la primera Vengadora?", con la voz de McDonough.[39]
- Dum Dum Dugan aparece en Marvel Rising Ultimate Comics, con la voz de Neal McDonough.[35]

### Cine
- Gary Chalk interpretó a Dum Dum Dugan (llamado "Timothy Dugan") en la película de 1998 Nick Fury: Agent of S.H.I.E.L.D..
- Dum Dum Dugan aparece en la película de MCU Capitán América: el primer vengador (2011), interpretado por Neal McDonough.[40]Esta versión es parte de un escuadrón de prisioneros de guerra liberado que destruye múltiples fortalezas de HYDRA bajo el liderazgo del Capitán América.
- McDonough repite su papel en el cortometraje Marvel One-Shot Agent Carter.[41]

### Videojuegos
- Dugan administra ayuda médica a Nick Fury con la ayuda de Kathleen Neville en la pantalla de continuación del juego arcade Punisher de 1993.[42]
- Dum Dum Dugan aparece como un héroe no jugable en el videojuego Marvel: Ultimate Alliance con la voz de Scott MacDonald.[35]
- Dum Dum Dugan aparece como miembro del equipo S.H.I.E.L.D. que se enfrenta al Punisher en la escena final del juego de 2009 de PlayStation Network The Punisher: No Mercy.[43]
- Dum Dum Dugan aparece en Captain America: Super Soldier, con la voz de Neal McDonough.[35]
- Dum Dum Dugan aparece en Marvel Heroes, con la voz de Michael Benyaer.
- Dum Dum Dugan apareció como un personaje jugable en Lego Marvel's Avengers.
- Dum Dum Dugan aparece en Marvel Avengers Academy, con la voz de Billy Kametz.[44]